# サンダーブレード
『サンダーブレード』（Thunder Blade）は、セガ・エンタープライゼス（現在のセガ）が開発したシューティング大型筐体ゲーム。ヘリコプター操縦の要素も含まれる。日本では1987年12月よりアーケードゲームとして稼働を開始した。アーケード版の基板は『アフターバーナー』などにも導入された「X-BOARD」を使用している。

## 概要
セガが1980年代に業務用ゲーム機器で展開していた、筐体がゲームの展開に沿う形で適宜可動する「体感ゲーム」シリーズ第7弾。ただしソレまでのシリーズ作品が電動で動くものが多かったのに対し、本作はプレイヤーの人力をダイレクトに使って可動するアナログ遊具的な機構が採用されている。なお海外では非可動であり一般的なビデオゲーム筐体に近いスタイルの「アップライトタイプ」（プレイヤーは立ったままで操作する）も稼働していた。
当時は「3Dシューティングゲーム」と称される事が多かったが、ポリゴンを使用した近代的な3Dグラフィックでは無く、2Dドットピクセルとフレームバッファ式による大量のスプライトを用い、自機である超高性能攻撃ヘリコプター「サンダーブレード」を後方視点（リアビュー）から見た「3Dモード」（建物なども3D風に表現している）と、2D縦スクロールシューティングのように自機を上方視点（トップビュー）側から見た「2Dモード」を交互に展開する映像表現が用いられている。
開発セクション・主な開発者
当時のセガのアーケードゲーム開発における主軸セクションであったセガ第1AM研究開発部が行い、音楽は体感ゲームシリーズ第5弾『スーパーハングオン』（1987年）を手掛けた並木晃一が担当している。
主な家庭用ゲーム機・パソコンへの移植例
1988年に日本ではセガ・マークIII（欧米ではSEGA MASTER SYSTEM用ソフトとして）、1990年には日本においてPCエンジンに移植された。その他にアレンジ移植としてメガドライブ用ソフト『スーパーサンダーブレード』（1988年）が発売され、2007年にWii用ソフトとしてバーチャルコンソールにて配信された（現在は配信終了）。
パソコンへの移植としては国内では1990年にX68000用ソフトとしてリリースされたのみだが、海外でAmiga、Atari ST、コモドール64に移植された他、欧州ではAmstrad CPC、ZX Spectrumに移植された。1989年には欧米にてPC/AT互換機、MSXに移植されている。
評価
メガドライブ版はゲーム誌『ファミコン通信』の「クロスレビュー」にてシルバー殿堂を獲得した。
筐体の現状
すでに製造から数十年を経過していることもあり、日本の商業施設で実際に設置・プレイが可能な状態で稼働している筐体は少数になっている。セガ自身は某所にある自社の専用倉庫に一般非公開で保管しているほか、かつてセガが直営していた「セガ秋葉原3号館」（2021年2月現在はGENDA SEGA Entertainmentが運営）で設置・稼働している実例が確認されている。

## ゲーム内容
プレイヤーは「X国」で秘密裏に開発され概ね可動する状態ではあったが開発途上で、ゲーム開始時点では完全に完成していない超高性能ジェットヘリ「サンダーブレード」を駆り、反政府軍のゲリラ集団を掃討。最終的に敵要塞を破壊するという超難関ミッションに挑む。ステージ数は全4面。最終ステージを除き、ボスの出現を経てステージの一定の地点に到達するとステージクリアとなり、破壊した敵の数やクリア時間に応じてボーナス点が入る。敵や敵の弾、障害物に接触すると残機を失い、残機が0になるとゲームオーバー。

### システム
座席前側中央にある、機銃とミサイル発射ボタンの付いた操縦桿型のジョイスティックで、上下左右に自機を操作する。2Dビューの場合でも自機の昇降を行い、画面の拡大縮小によって自機の昇降を表現している。自機は画面下中央に固定される。ジョイスティックの動きに応じて筐体が可動するため、操作には筐体そのものの重みが付きまとった。座席左手にはスロットルレバーがあり、3Dモードでは速度調整ができ、自機の進行を止めることができる（ホバリング）。慣性が働くため、時には避けきれない敵弾に対してヘリを停止させて慣性に任せて避けるというプレイスタイルを取ることができる。

## 他機種版
※ アレンジ移植版『スーパーサンダーブレード』も併せて記載している。
| No. | タイトル                                     | 発売日                                           | 対応機種                                            | 開発元          | 発売元         | メディア | 型式                                                                           | 備考                                                                                        |
| --- | -------------------------------------------- | ------------------------------------------------ | --------------------------------------------------- | --------------- | -------------- | --- | ------------------------------------------------------------------------------ | ------------------------------------------------------------------------------------------- |
| 1   | サンダーブレード                             | 1988年7月30日 1988年10月 1988年11月5日           | セガ・マークIII SEGA MASTER SYSTEM                  | セガ            | セガ           | 2メガビットロムカセット                                                                                                  | G-1360 7011 MK-7011-50                                                         | セガ・マークIII（SG-1000III）周辺機器 「FMサウンドユニット」に対応。                        |
| 2   | Thunder Blade                                | 1988年                                           | Amiga Amstrad CPC Atari ST コモドール64 ZX Spectrum | Tiertex         | U.S. Gold      | フロッピーディスク カセットテープ                                                                                        | -                                                                              |                                                                                             |
| 3   | スーパーサンダーブレード                     | 1988年10月29日 1990年 1990年6月                  | メガドライブ                                        | セガ            | セガ           | 4メガビットロムカセット                                                                                                  | G-4003                                                                         | アレンジ移植                                                                                |
| 4   | Thunder Blade                                | 1989年12月 1989年                                | PC/AT互換機                                         | セガ            | セガ U.S. Gold | フロッピーディスク | -                                                                              |                                                                                             |
| 5   | Thunder Blade                                | 1989年                                           | MSX                                                 | Tiertex         | U.S. Gold      | フロッピーディスク | -                                                                              |                                                                                             |
| 6   | サンダーブレード                             | 1990年2月3日                                     | X68000                                              | SPS             | シャープ       | 5インチ2HDフロッピーディスク                                                                                             | CZ-239AS                                                                       | MIDI音源機器対応。                                                                          |
| 7   | サンダーブレード                             | 1990年12月7日                                    | PCエンジン                                          | ノバ            | NECアベニュー  | 4メガビットHuCARD | NAPH-1015                                                                      |                                                                                             |
| 8   | スーパーサンダーブレード                     | 2007年9月17日 2007年9月18日 2007年10月5日        | Wii                                                 | セガ            | セガ           | ダウンロード （バーチャルコンソール）                                                                                    | -                                                                              | メガドライブ版の移植 2019年1月31日 配信・発売終了                                           |
| 9   | Sonic's Ultimate Genesis Collection          | 2009年2月10日 2009年2月20日                      | PlayStation 3 Xbox 360                              | Backbone        | セガ           | Blu-ray Disc DVD-ROM | -                                                                              | メガドライブ版を収録 日本国外でのみ発売（日本用機器でも動作は可能）                         |
| 10  | 3D サンダーブレード                          | 2014年8月20日 2015年5月14日                      | ニンテンドー3DS                                     | エムツー        | セガ           | ダウンロード | -                                                                              | セガ3D復刻プロジェクト第2期第13弾 アーケード版の移植 ダウンロードソフトランキング初登場20位 |
| 11  | Sega Genesis Classics                        | 2018年5月29日 Switch 2018年12月7日 2018年12月6日 | Linux macOS PlayStation 4 Xbox One Nintendo Switch  | d3t セガ        | セガ           | ダウンロード (Steam、PlayStation Store、 Microsoft Store、 ニンテンドーeショップ) BD-ROM Nintendo Switch専用ゲームカード | PS4: CUSA-10828 CUSA-09771 XBO: INL-SE10663080 Switch: HAC-P-AQGKB HAC-P-AQGKA | メガドライブ版の移植                                                                        |
| 12  | セガ メガドライブ for Nintendo Switch Online | 2025年4月11日                                    | Nintendo Switch                                     | 任天堂 エムツー | 任天堂         | ダウンロード | -                                                                              | メガドライブ版の移植                                                                        |

セガ・マークIII（日本）/ SEGA MASTER SYSTEM（欧米）版
- 1988年7月30日にセガから発売された。この時代にはよくある「AC版よりも低スペックなハードで出来るだけ雰囲気を再現しようと努力した」移植。FMサウンドユニットに対応している。

メガドライブ版
- 1988年10月29日にセガから発売。『スーパーサンダーブレード』というタイトルで、メガドライブ専用ソフトにおけるローンチタイトル群の一つとしてリリースされた。開発の陣頭指揮をとったのは当時セガに在籍していた中裕司（エグゼクティブ・プロデューサー名義）。内容は3Dモードを中心としたものにアレンジされ、AC版とはかなり趣の異なる仕上がりになっている。

2007年9月から2019年1月まで、Wii版バーチャルコンソールで配信された。
X68000版
- 1990年2月3日にシャープから発売された。移植元はエス・ピー・エス。当時の家庭用機器としては最高レベルの性能を持っていた同機種ではあったが様々な要因の影響で全体的にスケールダウンされた移植となってしまった。

PCエンジン版
- 1990年12月7日にNECアベニューからHuCARDで発売された。アーケード版を基準に移植されており、メガドライブ版でカットされたステージ最初の2Dモードが再現されている。また、BGMのアレンジを林克洋が担当している[15]。

ニンテンドー3DS版
- 2014年にセガ3D復刻プロジェクト第2期第13弾『3D サンダーブレード』のタイトルで発売。移植は同シリーズ全体を担当していたエムツーによる。移植作としても歴代移植版の中で最もアーケード版『サンダーブレード』に忠実な出来となっている。ジャイロセンサー操作や拡張スライドパッドに対応しているほか、筐体の3D表示やワイド画面にも対応している[16]。
- 一度、アーケードモードをクリアすると、プレイヤー機体を強化し、演出の追加、スペシャルモードのみ登場の敵機、スペシャルモード独自のゲームバランス調整、セガ・マークIII/セガ・マスターシステム版『アフターバーナー』に登場したラスボス「グラントノフ」が登場するラストステージの追加を施した「サンダーブレード スペシャルモード」がプレイ出来る（但し、ステージセレクトは使用不可能）。
- 移植を担当したエムツー社長・堀井直樹は、プロジェクトのラインナップに本作を追加することを当初から熱望していた[17]。彼はプロジェクト作品がリリースされる際にWEBゲーム情報誌「GAME Watch」が行っていた同シリーズインタビューを受ける度、セガ側の責任者であり同席していた奥成洋輔にリリースしたいとアピールするも素っ気なくあしらわれるという「ネタ」を披露するのが恒例となっていた。実際はシリーズ展開当初から見切り発車で開発を進めており、当時は本プロジェクト（単品ダウンロード版）の最終リリース作とされていた。（後に後述するパッケージソフト用に造ったソフトが幾つか単品DL版としてリリースされている）
- 2015年12月23日発売のパッケージソフト『セガ3D復刻アーカイブス2』にも収録された。

## スタッフ
メガドライブ版
- エグゼクティブ・プロデューサー：MUUUU YUJI（中裕司）
- プログラマー：COM BLUE
- エディット：BABYLON SAT.
- アート・ディレクター：COMACHAN
- アート・デザイナー：JUDY TOTOYA（山口恭史）、YOSHIBON（吉田徹）
- サウンド・コンポーザー：STING SAITO（小河幸男）
- ディレクター：BROS400 1929

PCエンジン版
- エグゼクティブ・プロデューサー：崎尾誠
- プロデューサー：多部田俊雄
- ディレクター：小座間隆
- プログラマー：GOD HAND
- グラフィック：NORI-P HIDE
- サウンド：FUNKY（林克洋）
- アシスタント：QUIET PERSON、C.WILLOW
- スペシャル・サンクス：松田浩二、TACS YAX、AND OTHER STAFF

## 評価
アーケード版
月刊誌『ゲーメスト』（新声社）誌上で行われていた「第2回ゲーメスト大賞」において年間ヒットゲームで29位を獲得した。
メガドライブ版『スーパーサンダーブレード』
ゲーム誌『ファミコン通信』のクロスレビューでは合計31点（満40点）でシルバー殿堂を獲得、『メガドライブFAN』の読者投票による「ゲーム通信簿」での評価は以下の通りとなっており、15.80点（満30点）となっている。
| 項目 | キャラクタ | 音楽 | 操作性 | 熱中度 | お買得度 | オリジナリティ | 総合  |
| 得点 | 2.61       | 2.66 | 2.29   | 2.73   | 2.49     | 3.02           | 15.80 |

PCエンジン版
ゲーム誌『ファミコン通信』のクロスレビューでは合計で19点（満40点）、『月刊PCエンジン』では75・65・65・65・65の平均67点（満100点）、『マル勝PCエンジン』では5・5・5・5の合計20点（満40点）、『PC Engine FAN』の読者投票による「ゲーム通信簿」での評価は以下の通りとなっており、18.87点（満30点）となっている。また、この得点はPCエンジン全ソフトの中で411位（485本中、1993年時点）となっている。
| 項目 | キャラクタ | 音楽 | 操作性 | 熱中度 | お買得度 | オリジナリティ | 総合  |
| 得点 | 3.09       | 3.31 | 2.93   | 3.20   | 3.13     | 3.20           | 18.87 |